# Brandon Workman
Brandon Carlin Workman (Arlington, 13 agosto 1988) è un giocatore di baseball statunitense, lanciatore per i Texas Rangers della Major League Baseball.

## Carriera

### Inizi e Minor League (MiLB)
Workman frequentò la Bowie High School di Bowie. Da lì fu selezionato originariamente dai Philadelphia Phillies, nel terzo turno del draft MLB 2007, ma non firmò, e si iscrisse all'Università del Texas di Austin. Entrò nel baseball professionistico quando fu selezionato nel secondo turno, come 57ª scelta assoluta del draft MLB 2010, dai Boston Red Sox. Iniziò a giocare nel 2011 nella classe A. Nel 2012 venne assegnato alla classe A-avanzata e promosso il 14 agosto nella Doppia-A. Nel 2013 iniziò la stagione nella Doppia-A per poi essere promosso il 9 giugno nella Tripla-A.

### Major League (MLB)
Debuttò nella MLB il 10 luglio 2013, al Safeco Field di Seattle, contro i Seattle Mariners. Schierato nell'ottavo inning, chiuse la partita, subendo quattro valide, tra cui un home run, e tre punti concessi e mettendo a segno quattro strikeout. Chiuse la stagione con 20 partite disputate nella MLB, tra cui 3 da partente e 5 di chiusura, e 17 nella minor league, 11 nella Doppia-A e 6 nella Tripla-A.
Nello stesso anno partecipò ai playoff e conquistò con i Red Sox le World Series.
Nel 2014 partecipò a 19 incontri nella MLB e 11 nella Tripla-A.
Nell'aprile del 2015 si infortunò e si sottopose alla Tommy John surgery perdendo il resto della stagione in corso e tutta la stagione MLB 2016, anno in cui riuscì a scendere in campo solo nelle leghe minori. Nel 2017 tornò a giocare, inizialmente con i Pawtucket Red Sox nella tripla-A in minor league, fino a quando il 2 maggio 2017 fu richiamato in MLB dai Red Sox.
Il 21 agosto 2020, i Red Sox scambiarono Workman, assieme a Heath Hembree più una somma in denaro, con i Philadelphia Phillies per Nick Pivetta e il giocatore di minor league Connor Seabold. Divenne free agent a fine stagione.
Il 17 febbraio 2021, Workman firmò un contratto con i Chicago Cubs. Il 29 aprile venne designato per la riassegnazione e svincolato dalla franchigia il 30 aprile.
Il 6 maggio 2021, Workman tornò nuovamente ai Red Sox, firmando un contratto di minor league. Il 29 luglio venne designato per la riassegnazione e il 1º agosto 2021 venne svincolato dalla franchigia.
Il 14 marzo 2022, Workman firmò un contratto di minor league con i Texas Rangers, con invito allo spring training incluso.

## Palmarès
- World Series: 2

Boston Red Sox: 2013, 2018